# Хозяйственная деятельность
Хозяйственная деятельность — деятельность человека, направленная на наполнение запасов хозяйственных благ, которые обеспечивают полноту удовлетворения его потребностей.

## Определение
Согласно ЭСБЕ хозяйственная деятельность — это деятельность человека, его отношения к хозяйственным благам как к полезностям, количество которых ограничено сравнительно с потребностью в них.

## Сущность
Человек предпринимает действия, направленные к пополнению запаса хозяйственных благ, которые обеспечивают полноту удовлетворения его потребностей. Человек передвигает блага в пространстве и в меновом обороте, а также организует их потребление. Хозяйственная деятельность — это совокупность действий по хранению, добычи и производства новых хозяйственных благ.
Причиной хозяйственной деятельности является стремление человека удовлетворять свои потребности в материальных благах. Когда мотив удовлетворять свои потребности в материальных благах отсутствует, то отсутствует и хозяйственная деятельность.
Если человек производит какой-либо предмет, не руководствуясь потребностью в материальных благах, то это техническая деятельность.
Если изобретатель воплощает свою мысль постройки новой машины в рисунках и модели, то он не занимается хозяйственной деятельностью, а лишь удовлетворяет свои творческие потребности.
Действия изобретателя при сооружении модели не являются хозяйственной деятельностью, при этом те же действия рабочих, изготовляющие машины для производства тех или других предметов потребления, являются хозяйственной деятельностью (экономической деятельностью).
Иногда к признаку хозяйственной деятельности относят экономический принцип — достижения наибольшей выгоды с наименьшими потерями, но это и принцип всякой разумной деятельности.